# Royal Stade nivellois
Dernière mise à jour : 4 juillet 2011.
Le Royal Stade nivellois est un ancien club de football belge, localisé dans la ville de Nivelles. Le club est fondé en 1921, et reçoit le matricule 182 en décembre 1926. En 1963, il arrête ses activités et est radié par l'URBSFA.

## Histoire
Le Stade nivellois est fondé en 1921, et s'affilie immédiatement à l'Union belge. Le club débute dans les séries régionales du Brabant: en troisième régionale de  1922 à 1928, en deuxième provinciale de 
1928 à  1932, puis 2 saisons en deuxième régionale. En 1934-1935 à nouveau en 2e provinciale, retour pour une saison en régionale 2, finalement à nouveau la 2e provinciale jusqu'au  début de la  deuxième guerre mondiale en 1939. En décembre 1926, il reçoit le matricule 182. Durant la Seconde Guerre mondiale, le club parvient à rejoindre la Promotion, alors troisième et dernier niveau national. Il est alors le premier club de ce qui deviendra 50 ans plus tard le Brabant wallon à rejoindre les séries nationales.
La première saison du Stade nivellois en « nationales » se déroule plutôt bien pour le club, qui termine deuxième de sa série, à seulement trois points du champion, Andenne. Lors de la saison suivante, les joueurs nivellois remportent leur série devant l'Association marchiennoise, et rejoignent la Division 1. Le club se maintient assez facilement lors de sa première saison à ce niveau. Le conflit empêche la tenue des compétitions pendant un peu plus d'un an, et après la fin de celui-ci, la fédération belge décide de reformer les séries en conservant les montées mais en annulant les descentes subies pendant la guerre. Dans une Division 1 à 17 clubs, le Stade nivellois termine dernier et est relégué en Promotion. Le passage par le troisième niveau national ne dure qu'une saison, une avant-dernière place finale condamnant le club à retourner vers les séries régionales.
En 1951, le club est reconnu Société royale, et change son nom en Royal Stade nivellois. En 1958, le club parvient à remonter en Promotion, devenue entretemps le quatrième niveau national. Mais l'aventure ne dure qu'un an, le club finissant à nouveau avant-dernier. C'est la dernière saison jouée en nationales par le Stade nivellois, qui arrête ses activités en 1963. Son matricule 182 est alors radié des listes de la Fédération belge.
Peu de temps après, la Jeunesse sportive baulersoise, club de l'entité voisine de Baulers, déménage au Stade Reine Astrid, et change son nom en Cercle sportif nivellois.

## Palmarès
- 1 fois champion de Belgique de D3 en 1943.

## Résultats en séries nationales
Statistiques clôturées, club disparu

### Bilan
| Niv | Divisions    | Jouées | Titres | TM Up | TM Down |
| --- | ------------ | ------ | ------ | ----- | ------- |
| I   | 1e nationale | 0      | 0      |       |         |
| II  | 2e nationale | 2      | 0      |       |         |
| III | 3e nationale | 3      | 1      |       |         |
| IV  | 4e nationale | 1      | 0      |       |         |
|     |              |        |        |       |         |
|     | TOTAUX       | 6      | 1      |       |         |

- TM Up= test-match pour départager des égalités, ou toutes formes de Barrages ou de Tour final pour une montée éventuelle.
- TM Down= test-match pour départager des égalités, ou toutes formes de Barrages ou de Tour final pour le maintien.

### Classements
| Ordre | Saison  | Nom du club           | Niveau                     | Classement final | Remarques           |
| ----- | ------- | --------------------- | -------------------------- | ---------------- | ------------------- |
| 1     | 1941-42 | Stade nivellois       | Promotion (D3) série C     | 2e/13            |                     |
| 2     | 1942-43 | Stade nivellois       | Promotion (D3) série B     | Champion         | Promu !             |
| 3     | 1943-44 | Stade nivellois       | Division 1 (D2) série A    | 12e/16           |                     |
|       | 1944-45 | Compétitions arrêtées |                            |                  |                     |
| 4     | 1945-46 | Stade nivellois       | Division 1 (D2) série A    | 17e/17           | Relégué !           |
| 5     | 1946-47 | Stade nivellois       | Promotion (D3) série B     | 17e/18           | Relégué !           |
|       |         |                       |                            |                  | séries provinciales |
| 6     | 1958-59 | R. Stade nivellois    | Promotion série B          | 15e/16           | Relégué !           |
|       |         |                       |                            |                  | séries provinciales |
|       | 1963    | Dissolution           | Le matricule 182 disparaît |                  |                     |